# モノマネMONSTER
『モノマネMONSTER』（モノマネモンスター）は、日本テレビで2024年から放送されているモノマネバラエティ番組。

## 概要
前身である『ものまねグランプリ』をリニューアルしたモノマネバラエティ番組。
セットは前身のような明るくゴージャスなものから、相葉が「ベストアーティストか何か」と言うほどのスタイリッシュになっており、大型液晶モニターも完備している（吉村曰く「そもそもちょっと気合い入れすぎ」）。
『ものまねグランプリ』とは違い、審査員は客席にいる10代から50代の100人の一般人であり、芸能人は審査ををせずにモノマネを楽しむ立場である。「ハイパーコピーゲスト」として有名人のそっくりさん達も登場している。

## 出演者

### MC
- 相葉雅紀
- 吉村崇（平成ノブシコブシ）
- 黒田みゆ（日本テレビアナウンサー）

## スタッフ
- 企画・演出:那須太輔
- ナレーター:伊達敦彦（第2回）
- 構成:タムケン、猿橋英之、堀由史、橋本俊哉
- TM:木村博靖
- SW:早川智晃
- CAM:岩永雄允
- VE:古手川大
- MIX:白水英国
- 照明:栗山真純
- 美術:高津光一郎
- デザイン:北原龍一
- 装置:山本純樹
- 装飾:大久保俊彦
- 電飾:下地郁弥
- 給髪:小野寺毬
- 衣裳:秋葉大輔
- 持道具:上田薫
- メイク:家崎裕子
- スタイリスト:岸川康子
- 審査CG:桾澤勇、高澤広大（共に第2回）
- CG:平池優太（ヌーベルアージュ、第2回）
- モニター:インターナショナルクリエイティブ（第2回）
- イラスト:橘田幸雄
- EED:泉舘雄介（ヌーベルアージュ）、木村留菜（木村→第2回）
- MA:大江拓也（ヌーベルアージュ）
- ロケ技術:SWISH JAPAN、ポジティヴワン（共に第2回）
- 音効:村松聡
- 音楽制作:安保一平
- TK:桜井えみこ
- 協力:DAM第一興商
- 進行:松本ゆみ
- デスク:西端薫
- 制作スタッフ:小野将太郎、大越千誉、里村創樹、加納大斗、石川光季（石川→第2回）
- ディレクター:伊藤航、雨宮佑介、友岡照吾、原皓史、木村璃子、田中怜
- チーフディレクター:大塚真史、佐藤宏太郎
- プロデューサー:滝澤真一郎、萩原朋子、川上修、杉山剛（滝澤・杉山→第2回）
- チーフプロデューサー:島田総一郎（第2回）
- 制作協力:IVSテレビ制作
- 製作著作:日テレ

### 過去のスタッフ
- ナレーター:ホリ（第1回）
- CG:柳麗、矢口裕大（共に第1回）
- リサーチ:フォーミュレーション、タイプライター（共に第1回）
- ディレクター:佐々木万由子（第1回）
- プロデューサー:服部完英、石川直美（共に第1回）
- チーフプロデューサー:渡邊政次（第1回）

## 関連番組
- ものまねバトル - 当番組の前々身にあたるものまね番組。1994年から2009年まで不定期放送されていた。司会は研ナオコ、ヒロミ。
- ものまねグランプリ - 当番組の前身にあたるものまね番組。2009年から2023年まで不定期放送されていた。司会はネプチューン。